# Слонімське князівство
Слонімське князівство — одне з удільних князівств Чорної Русі. Столиця — Слонім. Утворилося з частини Новогрудського князівство. Було об'єктом боротьби між Литовською та Галицько-Волинською державами. У 1413 році приєднано до Великого князівства Литовського.

## Історія
Час утворення князівство доволі суперечне, проте більшість дослідників відносить його до 1270-х років. Можливо, ще у 1230-х роках князь Ізяслав (з городенських князів) носив титул Новогрудського і Слонімського. Втім, у 1276 році внаслідок розпаду Новогрудського князівства спричиненого боротьбою між Литвою і Галичем. Його отримав Василько Романович, онук Данила Галицького. Князівство розглядалася як важлива база у боротьбі проти Литовського та Мазовецького князівств.
Втім, уже на початку 1280-х років було захоплено литовцями. Остаточно тут владу зміцнив великий князь Витень. Достеменно невідомо керував він Слонімським князівством напряму чи передав його братові Гедиміну. Останній передав Слонімське князівство сину Монвиду. У 1348 році великий князь Ольгерд передав це князівство Кейстуту. Син останнього Вітовт керував князівством напряму, навіть коли посів трон Литви. 1392 року ліквідовано самостійність князівства. Остаточно Слонімське князівство ліквідовано у 1413 році після Городенської унії.